# 가야랑
가야랑은 대한민국의 트로트 듀오이다.

## 경력
- 2010년 전주세계소리축제 홍보대사
- 2010년 영동난계국악축제 홍보대사
- 2011년 사랑나눔 창원 산타바이크 퍼레이드 홍보대사

## 수상
- 2010년 제18회 대한민국 문화연예대상 성인가요부문 신인상

## 데뷔
- 2008년 1집 앨범 [가야랑]

## 음반
- 2008년 1집 가야랑
- 2009년 아기자기
- 2011년 가야랑 두번째 이야기